# Joyce McKinney
Joyce McKinney (geboren 6. August 1949 in Avery County, North Carolina, USA) ist ein ehemaliges US-amerikanisches Model. Sie war 1973 Miss World-Wyoming. Sie wurde bekannt, weil sie 1977 in England einen Missionar der Kirche Jesu Christi der Heiligen der Letzten Tage gekidnappt, in ein Landhaus in Okehampton, Devon, gebracht und drei Tage lang zum Sex gezwungen haben soll. Sie selbst beharrt bis heute darauf, dass es sich beiderseits um Liebe gehandelt habe. Sie floh aus England und wurde in Abwesenheit zu einem Jahr Gefängnis verurteilt.
2008 geriet McKinney wieder in das Licht der Öffentlichkeit, als sie als die private Auftraggeberin für das Klonen eines Pitbulls in Südkorea identifiziert wurde. Errol Morris machte 2010 über die Affäre einen Dokumentarfilm namens Tabloid. McKinney verklagte Morris später.